# (48456) Wilhelmwien
(48456) Wilhelmwien (1991 RG3) – planetoida z grupy pasa głównego asteroid okrążająca Słońce w ciągu 5,31 lat w średniej odległości 3,04 j.a. Odkryta 12 września 1991 roku.